# My Woman
My Woman (stilizzata come MY WOMAN) è il terzo album in studio della cantautrice americana Angel Olsen, pubblicato il 2 settembre 2016 su Jagjaguwar Records. Prodotto da Olsen e Justin Raisen, l'album era accompagnato da video musicali per i brani Intern, Shut Up Kiss Me e Sister, tutti co-diretti o diretti da Olsen.
My Woman è stata registrata ai Vox Studios di Los Angeles con il produttore Justin Raisen. L'album era strutturato come i lati di un disco in vinile: "Da un lato, è come se tu avessi una giornata allegra e volessi provare qualcosa di un po' frenetico. Ma poi, se senti che le cose stavano rallentando e volevi essere più riflessivo, poi ascolti Side B." Per quanto riguarda i temi dell'album, Olsen ha detto che My Woman affronta "il complicato casino di essere una donna".

## Musica
My Woman è stato il tentativo di Olsen di espandere il suo stile musicale dopo Burn Your Fire for No Witness del 2014, ponendo l'accento sull'evitare di essere tipografato come artista indipendente. Con quella che chiamava una "pluralità di voci", "Olsen voleva usare di più [la sua] voce e cantare negli stili che [le] piacevano".
Rispetto al precedente album di Olsen, My Woman contiene un suono più piccante e diversificato. Generi musicali e musicisti che hanno influenzato l'album includono Fleetwood Mac, The Shirelles, Crazy Horse, glam rock degli anni '70, pop country degli anni '60 e grunge. La traccia di apertura dell'album, Intern, è una canzone synthpop che è stata considerata una grande partenza rispetto alle opere precedenti di Olsen.
Il primo singolo dell'album, Intern, è stato pubblicato il 1º giugno 2016. Un video musicale diretto da Olsen è stato pubblicato lo stesso giorno. Il secondo singolo dell'album Shut Up Kiss Me, insieme ad un video musicale di accompagnamento diretto da Olsen, è stato pubblicato il 29 giugno. È rimasto nella classifica dei Billboard Adult Alternative Songs per sei settimane, raggiungendo il picco nella posizione 22. Il terzo singolo dell'album, Sister, insieme a un video musicale diretto da Olsen, è stato pubblicato il 24 agosto.

## Critica e accoglienza
My Woman ha ricevuto ampi consensi dalla critica. Su Metacritic, che assegna una valutazione normalizzata su 100 alle recensioni dei critici, l'album ha ottenuto un punteggio medio di 87 basato su 30 recensioni professionali, che indica "consensi universali".
Jenn Pelly di Pitchfork ha dato all'album la migliore denominazione di New Music, scrivendo "L'ultimo di Angel Olsen è il suo miglior disco, un mix di suoni e stili che si congela attorno a canzoni di dolore, tristezza e speranza." Matt Williams di The A.V. Club ha dato all'album un voto di A-, scrivendo "Quando Olsen ha rotto con [..] Burn Your Fire For No Witness [..] è stata rapidamente incantata come la ragazza triste [..]. Con My Woman, Olsen cancella quella percezione ristretta, alzando l'asticella della sua sfaccettata produzione e costruendo nuovi aspetti della sua identità artistica nel processo." Colin Fitzgerald di PopMatters ha definito My Woman "una nuova filigrana per Olsen", che "elabora le disparate missioni sia di Half Way Home sia di Burn Your Fire For No Witness mentre ci si protende negli spazi sconosciuti del synthpop sognante e di un songwriting più orientato al pop". Fitzgerald ha proseguito, "la cosa più notevole di My Woman è che tutto si fonde (molto meglio di Burn Your Fire For No Witness, per quanto grande sia mai stato) in una visione espansiva e onnicomprensiva". Record Collector ha dato all'album una recensione contrastante, scrivendo "My Woman è una raccolta strana, in qualche modo incoerente di buone e quindi grandi canzoni che avrebbero potuto essere più spettrali. Quando suonano più semplice, o con la struttura della band meno tradizionale, sono al loro meglio - ma purtroppo non è una costante."
Nel novembre 2016, la catena di dischi britannica HMV ha nominato My Woman come il loro album dell'anno, definendolo "un disco intuitivamente intelligente, calorosamente comunicativo e senza paura generoso".

## Tracce
1. Intern – 2:46
2. Never Be Mine – 3:41
3. Shut Up Kiss Me – 3:22
4. Give It Up – 2:56
5. Not Gonna Kill You – 4:57
6. Heart Shaped Face – 5:32
7. Sister – 7:45
8. Those Were the Days – 4:19
9. Woman – 7:37
10. Pops – 4:41